# Mechanitis proceriformis
Mechanitis proceriformis är en fjärilsart som beskrevs av Felix Bryk 1953. Mechanitis proceriformis ingår i släktet Mechanitis och familjen praktfjärilar. Inga underarter finns listade i Catalogue of Life.